# 川口市立舟戸小学校
川口市立舟戸小学校（かわぐちしりつ ふなとしょうがっこう）は、埼玉県川口市舟戸町にある公立小学校。

## 沿革
- 1950年4月1日 - 川口市立本町小学校舟戸分教場が川口市立舟戸小学校として開校。校歌・校章制定。
- 1955年3月28日 - 校旗制定。
- 1958年8月1日 - 学区変更により一部の生徒が川口市立飯塚小学校から移籍[1]。

## 校歌
光の少年（作詞：高井鉦三、作曲：岡本敏明）
1950年に制定。当初は校歌として歌われていたが、2021年1月より学園歌に変更。
川口市立舟戸小学校校歌（作詞：舟戸っ子、作曲：長谷川葵）
2021年1月に制定。

## 教育目標
- すすんで学ぶ子
- 明るい元気な子
- 思いやりのある子[5]

## 通学区域
- 金山町 - 全域
- 川口1丁目 - 全域
- 川口2丁目 - 全域
- 川口3丁目 - 一部
- 舟戸町 - 全域
- 本町1丁目 - 全域[6]